# اولپیان
اولپیان (‎/ˈʌlpiən/‎ ; لاتین: Gnaeus Domitius Annius Ulpianus ; زادهٔ حدود ۱۷۰ – درگذشت ۲۲۳ یا ۲۲۸) یک حقوقدان رومی بود که در صور متولد شد. او یکی از مراجع بزرگ حقوقی زمان خود به‌شمار می‌رفت و یکی از پنج فقیهی بود که بر اساس قانون استنادات والنتینین سوم تصمیم‌گیری می‌کرد.